# La donna giusta (romanzo)
La donna giusta (Az igazi Judit) è un romanzo dello scrittore ungherese Sándor Márai pubblicato da Adelphi nel 2004.

## Trama
Romanzo maturo e intenso narra dei legami sentimentali tra personaggi particolarmente eterogenei per formazione ed estrazione sociale. Ambientato prevalentemente nella Budapest della prima metà del Novecento è suddiviso in tre parti ed un epilogo. Ogni parte è scritta in soggettiva, come ipotetico dialogo con un interlocutore, che però di fatto si rivela essere un lungo monologo; ognuno dei protagonisti narra con grande partecipazione emotiva del proprio vissuto con la persona amata, in particolare della ricerca interiore ed esteriore del grande amore: emerge quindi l'interrogativo essenziale “chi è la donna giusta?”.
Tra i differenti temi toccati interessanti sono l'indagine sull'animo umano, la solitudine, la poetica dell'amore, la consistenza della cultura (vista come esperienza personale ma anche come riflesso condizionato), i rapporti tra differenti ceti sociali e le ultime fasi della seconda guerra mondiale a Budapest. Dolce e amaro l'epilogo a New York, dove un nuovo mondo ha preso il posto di quello vecchio.

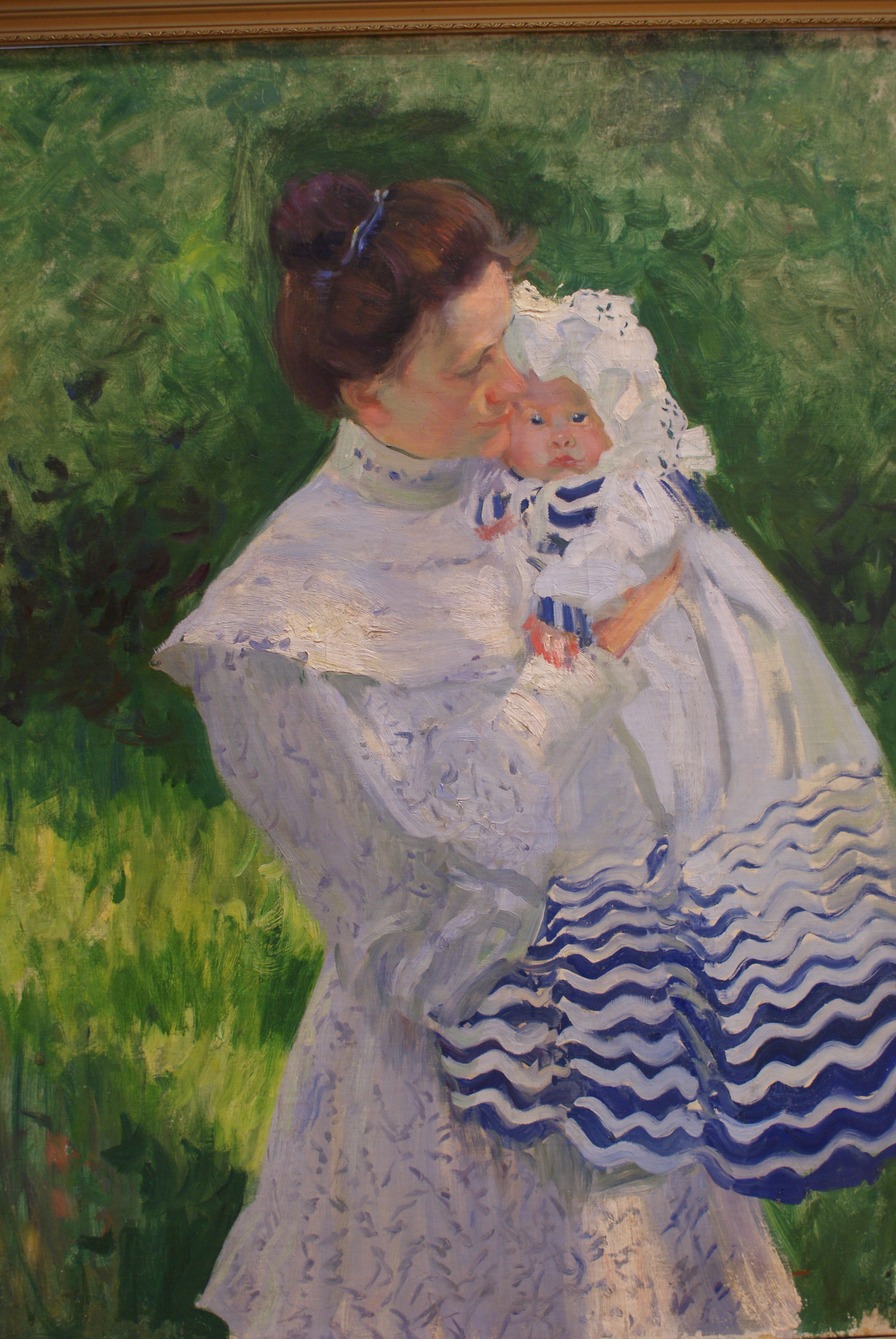
Quando resta incinta e dà alla luce un bel maschietto, le sembra di essere riuscita finalmente a coinvolgere Peter e che questo cerchi, si sforzi, di esserle vicino e di amare teneramente il suo bambino. Ma quando il piccolo, poco dopo muore, quel dolce mondo di affetti familiari sprofonda "Quando si comincia a piangere, vuol dire che ormai si cerca di ingannare il prossimo. In quel momento, il corso degli eventi si è già concluso. Non credo alle lacrime. Il dolore è asciutto e muto" (pg. 95)

### La prima moglie
La prima voce narrante è di una donna, Marika, sposata con Peter, vivono in una bella casa, che lei tiene con cura. Assieme frequentano l'alta società di Budapest, di cui il marito e la sua famiglia sono una colonna portante. Marika è di nascita più modesta, viene da una cittadina e si è lasciata alle spalle le ristrettezze tipiche della piccola borghesia di provincia. Ha appreso perfettamente l'arte della padrona di una grande casa. Lascia che i fornitori la imbroglino, che i domestici facciano la cresta sulla spesa ma controlla con piglio fermo l'andamento della famiglia. Non è felice. Vorrebbe avere tutta l'attenzione e l'amore del marito ma sente che qualcosa le sfugge: "Non si può amare con un secondo fine. Non si può amare in modo così spasmodico e delirante" (p. 37). Nonostante tutti i suoi sforzi, la bellezza, la perfetta padronanza del proprio ruolo sociale, la cultura e la simpatia di cui Marika dispone nella sua lotta per avvincere Peter, la donna ammette: "In ogni vero uomo c'è una certa ritrosia, come se egli volesse precludere una parte del suo essere, della sua anima, alla donna amata, come se le dicesse: «Ti concedo di arrivare fino a qui, mia cara, e non oltre. Ma qui, nella settima stanza, ci voglio restare da solo». Le donne stupide impazziscono di rabbia. Quelle intelligenti si intristiscono, si lasciano prendere dalla curiosità, ma alla fine se ne fanno una ragione" (p. 87). Quando resta incinta e dà alla luce un bel maschietto, le sembra di essere riuscita finalmente a coinvolgere Peter e che questo cerchi, si sforzi, di esserle vicino e di amare teneramente il suo bambino. Ma quando il piccolo, poco dopo muore, quel dolce mondo di affetti familiari sprofonda "Quando si comincia a piangere, vuol dire che ormai si cerca di ingannare il prossimo. In quel momento, il corso degli eventi si è già concluso. Non credo alle lacrime. Il dolore è asciutto e muto" (pg. 95).
Marika capisce che c'è un'altra donna nella vita di Peter quando, per caso, apre il suo portafoglio e vi trova un minuscolo pezzo di nastro viola, chiede a Làzàr, lo scrittore, intellettuale che conosce il marito fin da ragazzo, di aiutarla a capire di chi sia quel nastro. Làzàr non le dice un nome ma le suggerisce di cercare nel passato di Peter, assicurandola al contempo che Peter non l'ha mai tradita. Marika va a trovare la suocera. Sulla porta di casa compare Judit Áldozó, una giovane e bellissima servetta che in realtà Marika non aveva mai notato. Ma ora vede che al collo porta un nastro dello stesso colore di quello che tiene in mano. Appesa al nastro c'è una medaglia, gliela strappa, cadendo per terra si apre e ne escono due foto di Peter. Una recente e una di quando era poco più di un ragazzo. "Nella vita ci sono momenti del genere, in cui si prova una sorta di vertigine e si vede tutto con assoluta lucidità: si riscoprono energie e potenzialità nascoste e si comprende perché si è stati troppo codardi o troppo deboli. E sono i momenti in cui la nostra vita cambia. Arrivano all'improvviso, come la morte, o una conversione" (p. 98). Marika capisce che non ci sarà mai amore senza riserve tra lei e Peter, a quel punto è solo una questione di tempo: "Non mi piacciono questi drammi silenziosi che si protraggono per decenni, con nemici invisibili, carichi di una tensione spenta ed esangue. Se ci deve essere un dramma, che sia bello fragoroso, pieno di grida, di lotte, di morti, con tanto di applausi e fischi finali" (p. 118).
Passano comunque altri due anni prima che Peter chieda il divorzio e si risposi con Judit. Quando finalmente se ne va e Marika resta sola, dopo aver molto sofferto si riapre alla vita: "Un giorno mi sono svegliata, mi sono messa a sedere sul letto e ho sorriso(...) Improvvisamente ho capito che non c'è nessuna persona giusta. Non esiste né in terra né in cielo né da nessun'altra parte, puoi starne certa. Esistono soltanto le persone, e in ognuna c'è un pizzico di quella giusta, ma in nessuna c'è tutto quello che ci aspettiamo e speriamo. Nessuna racchiude in sé tutto questo, e non esiste quella certa figura, l'unica, la meravigliosa, la sola che potrà darci la felicità. Esistono soltanto delle persone, e in ognuna ci sono scorie e raggi di luce" (p. 125).

### Il marito
"Ehi, guarda quell'uomo. Aspetta, fa' come se niente fosse, continuiamo a chiacchierare... Se si voltasse potrebbe vedermi, e io non voglio che mi saluti. Ecco, adesso puoi guardarlo… Quello basso, tarchiato, con il cappotto dal collo di martora? Ma figurati! Quello alto, pallido, con il cappotto nero, che sta parlando con la commessa. Si fa incartare della scorza d'arancia candita. Strano, a me non l'ha mai comprata, la scorza candita" (p. 13).
È la descrizione che Marika fa di Peter, il marito divorziato, che l'ha lasciata per sposare Judit Áldozó, la cameriera.
Peter è un capitalista, di quarta generazione. Il trisnonno era un mugnaio arricchitosi coi dazi e poi iscritto in qualche rango di piccola nobiltà locale, di cui la famiglia va comunque fiera, tanto da cucire le coroncine araldiche, sulle mutande e sui calzini di tutti. Nelle generazioni successive la ricchezza è cresciuta, consolidandosi in una grande impresa che dà da vivere a migliaia di persone. Il padre di Peter è uno dei 200 grandi borghesi che hanno accesso all'esclusivo club di cui anche lui fa parte. Tutti milionari e potenti, che influenzano la vita del Paese. Peter però non sente di avere in sé lo spirito animale che ha ispirato i suoi antenati. È più attento alle forme, coltiva amicizie intellettuali come Làzàr, scrittore e pensatore nichilista, di cui condivide le idee anticonvenzionali:
"Ogni altra forma di eroismo è un fenomeno occasionale, o imposto dalle circostanze, o, peggio ancora, semplice ostentazione. Invece essere poveri per sessant'anni, adempiere in silenzio ogni dovere imposto dalla famiglia e dalla società, e contemporaneamente riuscire a restare umani, onesti, e magari persino allegri e altruisti – questo è vero eroismo" (p. 246)
Racconta la stessa storia della propria vita - già narrata dalla moglie Marika - prima al suo fianco, poi con Judit Áldozó, la cameriera. Peter ha iniziato a desiderarla da ragazzo, quand'era ancora nella casa paterna e poi, senza mai approfittare della propria posizione di giovane padrone, l'ha seguita durante tutti gli anni del primo matrimonio. Solo quando Judit si è dileguata senza lasciare traccia, Peter ha capito che non avrebbe potuto continuare a vivere con la moglie come se nulla fosse:
"Due persone che significhino qualcosa l'una per l'altra non possono vivere covando un segreto nel cuore. In ciò consiste il tradimento. Tutto il resto non ha poi una grande importanza, riguarda il corpo e il più delle volte non è che un triste affanno. Amori calcolati, a ore, che si svolgono in luoghi prestabiliti, senza alcuna spontaneità… è così triste e meschino. E dietro tutto cova un ignobile segreto. Che infetta la convivenza, come se da qualche parte in quella bella casa, magari sotto il canapé, ci fosse un cadavere in decomposizione" (p. 207).
Quando Judit torna dall'Inghilterra, dove - grazie alla sua bellezza - è stata serva e amante di uomini facoltosi, che l'hanno introdotta nel mondo dei ricchi, Peter la sposa. Ma anche questo matrimonio dura poco. Presto Peter capirà che Judit lo deruba sistematicamente, mettendo i soldi in un proprio conto personale, che scopre solo per caso, in seguito a una distrazione della banca. Durante il bombardamento di Budapest, con il passaggio dell'Ungheria dalle mani dei nazisti e delle "Croci frecciate", ai nuovi padroni sovietici, è l'intero mondo di Peter e della sua famiglia che si dissolve. Come dirà il suo amico Làzàr lo scrittore:
"Perché la cultura è ormai alla fine. […] Morirà, resteranno qua e là solo singoli ingredienti. È possibile che anche in futuro da qualche parte si venderanno olive ripiene al pomodoro. Ma sarà ormai estinto quel genere di persone che avevano coscienza di una cultura. La gente avrà soltanto delle conoscenze, e non è la stessa cosa. La cultura è esperienza, […]. Un'esperienza continua, costante, come la luce del sole. La conoscenza è solo un accessorio" (pg 229).

### La cameriera
Judit Áldozó è una bellissima ragazza, molto giovane, proviene da una famiglia poverissima di contadini, dignitosi ma senza fortuna, costretti a vivere in una buca per terra, in compagnia dei topi di campagna. Judit ha avuto il suo primo paio di scarpe a undici anni. Erano scarpe sfondate, della figlia del panettiere, impietosito dai suoi piedi ghiacciati e nudi, con cui affrontava l'inverno nella pusta. Quando entra nella grande casa di Budapest, dove vivono Peter e la sua famiglia, scopre un altro mondo. La ricchezza l'attrae più per il senso di vendetta che scatena in lei, che per l'avidità e il desiderio di possesso. Infatti ruberà tutto quello che può a Peter, prima padrone e poi marito, ma solo per dissiparlo, regalandolo ai diversi amanti, con cui passerà gli anni dopo il divorzio. Incurante di gioielli e forti somme di danaro, Judit rimane fedele alla propria infanzia contadina. Quando inizia a sua volta a narrare la stessa storia, già narrata da Marika e Peter, aggiungendo particolari e punti di vista eccentrici, ormai è a Roma, dove vive con un batterista ungherese, giovane e bellissimo, che le sta dilapidando gli ultimi averi: "A quanto pare, ci vuole un bel fegato per gettarsi nella vita così come capita, senza orari, senza tanti artifici... vivere così come viene, ora dopo ora, alla giornata, addirittura attimo per attimo.. E non aspettarsi niente. E non sperare niente. Stare semplicemente al mondo" (p. 285).

### Il musicista
Molti anni dopo, nel bar di New York dove lavora, sarà proprio il batterista a raccontare a un esule del suo stesso Paese l'epilogo di tutta la storia – e in qualche modo a tirarne le fila. Cacciato dall'Ungheria dal clima di sospetto che si è instaurato dopo la presa del potere dei sovietici, il musicista fugge a Roma dove passa le notti suonando e lasciandosi amare e mantenere da Judit, ormai un po' sfiorita "Come un fiore di primavera quando sta per giungere l'estate". Poi emigra negli Stati Uniti, dove non può più suonare. Ha trovato comunque un buon impiego come barista, in un locale vicino ai teatri di Broadway. Qui incontrerà, per un'ultima conversazione che sfocia nel nulla, il vecchio marito della sua amante: Peter, alle prese con una camicia "indossata da più di cinque giorni". Peter vive ad Harlem, è vecchio, sfiatato e sicuramente male in arnese, ma nonostante tutto, emana ancora un'aria di incontestabile superiorità, che fa infuriare il musicista. Pieno di rabbia lo aiuta a uscire barcollando, "con quella confidenza profonda che può esserci soltanto tra due uomini, che sono stati a letto con la stessa donna" (p. 443). La donna giusta.

## Recensioni
- "Al pari delle "Braci" e di "Divorzio a Buda", questo romanzo appartiene al periodo più felice e incandescente dell'opera di Marai, quegli anni Quaranta in cui lo scrittore sembra aver voluto fissare in perfetti cristalli alcuni intrecci di passioni e menzogne, di tradimenti e crudeltà, di rivolte e dedizioni che hanno la capacità di parlare a ogni lettore"[1].
- "È la storia del più grande fallimento dell'umanità: cercare senza trovare la giusta relazione. L'amore esiste eccome e Marai lo descrive in tutto il suo potere. Ma non si comunica. Si infrange contro ostacoli troppo profondi per essere portati in superficie da una sola voce narrante. E il risultato non cambia se le voci diventano due, tre o quattro. Ci sono lotte interiori tra la volontà e l'intenzione, tra il desiderio e la realtà, tra il possibile e il bisogno. Nessuno è del tutto padrone a casa propria, ma quando si tratta di amore, dice Marai, siamo ospiti, spettatori a casa d'altri". Dario Olivero, La Repubblica[2]
- "Sandor Marai, così come per altri suoi memorabili romanzi, ci regala quattro splendidi monologhi. È l'amore che si mostra attraverso diverse fattezze, lo stesso sentimento narrato dai vari personaggi, visto da diverse angolazioni e scambiato per rivoluzioni o lotte di classe. Il tutto si dipana attraverso metafore e riflessioni rivelatrici, con un'ironia estrema ed una drammaturgia dai connotati teatrali perché – parafrasando lo stesso autore - quando vuole creare qualcosa, la vita realizza messinscene impeccabili". Nicoletta Stecconi - 14-12-2010[3]

## Edizioni
1ª edizione ungherese
- Sándor Márai, Az igazi, Regény, 1941.

1ª edizione italiana
- Sándor Márai, La donna giusta (trad. di Laura Sgarioto e Krisztina Sándor), Adelphi, 2004.